# Championnat du Burundi de football 2016-2017
Navigation
Saison précédente Saison suivante
La saison 2016-2017 du Championnat du Burundi de football est la cinquante-quatrième édition de la Ligue A, le championnat de première division au Burundi. Les seize meilleures équipes du pays sont regroupées au sein d’une poule unique où ils s’affrontent deux fois au cours de la saison, à domicile et à l’extérieur. En fin de saison, les trois derniers du classement sont relégués et remplacés par les trois meilleurs clubs de deuxième division.
C'est le club de LLB Académic qui est sacré cette saison après avoir terminé en tête du classement final, avec huit points d’avance sur l'Atlético Olympic et onze sur le double tenant du titre, Vital’O FC. Il s’agit du deuxième titre de champion du Burundi de l’histoire du club.
Deux clubs changent de nom durant l'intersaison : l'Olympic Muremera devient le Ngozi City FC après sa relocalisation dans la ville de Ngozi tandis que Nyanza United prend le nom de Magara Star.

## Qualifications continentales
Le champion du Burundi se qualifie pour la Ligue des champions de la CAF 2018 tandis que le vainqueur de la coupe nationale (ou le vice-champion si la Coupe n'est pas organisée) obtient son billet pour la Coupe de la confédération 2018.

## Les clubs participants
- Vital’O FC
- InterStar
- Atlético Olympic
- LLB Académic
- Olympic Muremera
- Le Messager FC Ngozi
- Bujumbura City FC
- Aigle Noir FC de Makamba
- Le Messager FC de Bujumbura
- Muzinga FC
- Nyanza United
- Olympique Star
- Les Lierres FC - Promu de D2
- Rusizi FC - Promu de D2
- Flambeau de l’Est
- Musongati FC - Promu de D2

## Compétition
Le barème utilisé pour établir le classement est le suivant :
- Victoire : 3 points
- Match nul : 1 point
- Défaite : 0 point

### Classement
| Rang | Équipe                      | Pts | J  | G  | N  | P  | Bp | Bc | Diff |
| ---- | --------------------------- | --- | -- | -- | -- | -- | -- | -- | ---- |
| 1    | LLB Académic                | 68  | 30 | 21 | 5  | 4  | 58 | 16 | +42  |
| 2    | Atlético Olympic            | 60  | 30 | 18 | 6  | 6  | 43 | 15 | +28  |
| 3    | Vital’O FCT                 | 57  | 30 | 15 | 12 | 3  | 46 | 15 | +31  |
| 4    | Aigle Noir FC de Makamba    | 55  | 30 | 15 | 10 | 5  | 32 | 16 | +16  |
| 5    | Musongati FC P              | 49  | 30 | 12 | 13 | 5  | 47 | 25 | +22  |
| 6    | Le Messager FC Ngozi        | 47  | 30 | 13 | 8  | 9  | 31 | 23 | +8   |
| 7    | Olympique StarC             | 39  | 30 | 10 | 9  | 11 | 22 | 31 | -9   |
| 8    | Bujumbura City FC           | 37  | 30 | 9  | 10 | 11 | 28 | 31 | -3   |
| 9    | Les Lierres FCP             | 34  | 30 | 8  | 10 | 12 | 33 | 40 | -7   |
| 10   | Le Messager FC de Bujumbura | 33  | 30 | 8  | 9  | 13 | 26 | 35 | -9   |
| 11   | Flambeau de l'Est           | 32  | 30 | 8  | 8  | 14 | 27 | 35 | -8   |
| 12   | Ngozi City FC               | 32  | 30 | 6  | 14 | 10 | 19 | 33 | -14  |
| 13   | InterStar                   | 29  | 30 | 7  | 8  | 15 | 20 | 47 | -27  |
| 14   | Magara Star                 | 27  | 30 | 7  | 6  | 17 | 32 | 47 | -15  |
| 15   | Rusizi FCP                  | 26  | 30 | 7  | 5  | 18 | 31 | 54 | -23  |
| 16   | Muzinga FC                  | 23  | 30 | 4  | 11 | 15 | 14 | 46 | -32  |

|  | Qualification pour la Ligue des champions de la CAF 2018 et pour la Coupe Kagame inter-club 2018 |
|  | Qualification pour la Coupe de la confédération 2018                                             |
|  | Relégation directe en deuxième division                                                          |
|  | T : Tenant du titre C : Vainqueur de la Coupe du Burundi P : Promu de D2                         |

## Bilan de la saison
| Championnat du Burundi de football 2016-2017 |                              |
| Champion                                     | LLB Académic (2e titre)      |
| Coupes et trophées                           |                              |
| Vainqueur de la Coupe du Burundi 2016-2017   | Olympique Star               |
| Qualifications continentales                 |                              |
| Ligue des champions de la CAF 2018           | LLB Académic                 |
| Coupe de la confédération 2018               | Olympique Star               |
| Coupe Kagame inter-club 2018                 | LLB Académic                 |
| Promotions et relégations                    |                              |
| Promus en Ligue A                            | Jeunes Athletiques Bujumbura |
| Promus en Ligue A                            | Flambeau du Centre           |
| Promus en Ligue A                            | Delta Star                   |
| Relégués en Ligue B                          | Magara Star                  |
| Relégués en Ligue B                          | Rusizi FC                    |
| Relégués en Ligue B                          | Muzinga FC                   |